# Saint-Martin-le-Mault
Saint-Martin-le-Mault (tiếng Occitan: Sent Martin) là một xã của tỉnh Haute-Vienne, thuộc vùng Nouvelle-Aquitaine, miền trung nước Pháp.